# Giustizia di Seleuco
La Giustizia di Seleuco è un affresco staccato riportato su tela (148x197 cm) di Perin del Vaga, databile al 1521 circa e conservato negli Uffizi di Firenze. Proviene da palazzo Baldassini a Roma.

## Storia
L'opera venne staccata, con Tarquinio Prisco fonda il tempio di Giove in Campidoglio nello stesso museo, durante i restauri del 1830 ed arrivò agli Uffizi nel 1880, per coprire una lacuna sulla scuola di Raffaello. Proviene da una serie di affreschi sulla Storia di Roma al piano nobile, segnalate anche da Vasari. In particolare questa scena è tratta da Valerio Massimo (Factorum et dictorum memorabilium, VI, V, ext 3) e venne rappresentato anche dal Beccafumi nel Palazzo Pubblico di Siena.

## Descrizione
Il re di Locri Epizefiri Seleuco, per mostrare la sua imparzialità davanti alle leggi da lui stesso promosse, arrivò a punire l'empio figlio, colpevole di adulterio, con l'esemplare pena di avere un occhio cavato, come previsto esplicitamente da una norma, senza sconti.
Il re è rappresentato tra una serie di personaggi a sinistra mentre impartisce con fermezza l'ordine, nonostante le figure che piangono, e la pena viene eseguita a destra, sui gradini di un tempio, dove un boia si avvicina al giovane seduto, pronto a gettare l'occhio cavato in una bacinella lì presente. Molti sono gli astanti, con un paesaggio campestre che si apre nello squarcio centrale tra gli edifici.

## Stile
La scena mostra una monumentalità e vivace vena narrativa formatasi a fianco di Raffaello nelle Stanze Vaticane. In particolare alcuni dettagli, come la figura che distende le braccia per indicare il fulcro della scena, sono citazioni testuali di affreschi come l'Incoronazione di Carlo Magno. Evidente è l'interesse decorativo, dato dai toni pastello delle vesti dei personaggi o dalla piacevolezza dello scorcio paesistico.